# Yevlax
Yevlaj (en azerí: Yevlax) es una ciudad de Azerbaiyán. Situada a 265 km al oeste de la capital del país, Bakú, cuenta con 58.058 habitantes y es capital del distrito homónimo. Está situada a orillas del río Kura.

## Ciudadanos ilustres
En Yevlax nació el teólogo, científico y filósofo Pável Florenski.